# Dhammapāla
Dhammapāla era el nombre de dos o más comentaristas del budismo theravada.
Dhammapāla, quien probablemente provenía del sur de la India, es conocido por sus significativas contribuciones literarias. Además del Paramatthamañjūsā (Comentario sobre el Visuddhimagga de Buddhaghosa), escribió el Paramatthadīpanī, comentarios sobre siete de los libros canónicos del Khuddaka Nikaya, así como sobre el Netti.
En el Paramatthamañjūsā, cita un verso de la escritura hindú Bhagavadgita y menciona frecuentemente las opiniones de otras escuelas y maestros. Esta obra proporciona información valiosa sobre la actividad intelectual en círculos tradicionales de su tiempo. Extractos de estas obras han sido publicados por la Pali Text Society.
Además, Dhammapāla escribió A Treatise on the Paramis, que proporciona una explicación de las diez paramis de la tradición pali, contrastándolas con las seis paramitas de la tradición sánscrita. Esto refleja su enfoque comparativo y su esfuerzo por elucidar los elementos doctrinales budistas de manera comprensiva.
Otro escritor, probablemente también llamado Dhammapāla, ya que se suponía en el siglo XII que era el mismo, aunque los estudiosos no aceptan esto, escribió el Saccasankhepa, un manual de abhidhamma.